# Chiascio
Der Chiascio [ˈkjaʃo] ist ein Fluss mit 82 km Länge in Umbrien, Italien. 

## Verlauf
Der von den Römern Clasius genannte Fluss entsteht am Monte Cucco südöstlich von Gubbio durch den Zusammenfluss von mehreren kleinen Flüssen. Danach wendet er sich südwestlich und passiert das Gemeindegebiet von Valfabbrica, wo von rechts der Fluss Saonda und von links der Fluss Rasina hinzustoßen. Danach tritt er in das Gemeindegebiet von Assisi ein und passiert im Ortsteil Petrignano die Ponte a Petrignano, eine Brücke aus dem 14. Jahrhundert. Der Chiascio fließt nun weiter südlich nach Bastia Umbra, wo am nördlichen Rand des historischen Ortskerns der Tescio nahe der 1548 auf Initiative von Papst Paul III. errichteten Brücke Ponte sul Chiascio von rechts einfließt. Nördlich von Passaggio (Ortsteil von Bettona) vereinigt er sich mit dem von links zufließenden Topino und geht mit ihm nach ca. 5 km kurz nach der Brücke Ponte a Rosciano (167 Höhenmeter) im Parco dei Fiumi Chiascio e Tevere in Torgiano in den Tiber.

## Bilder

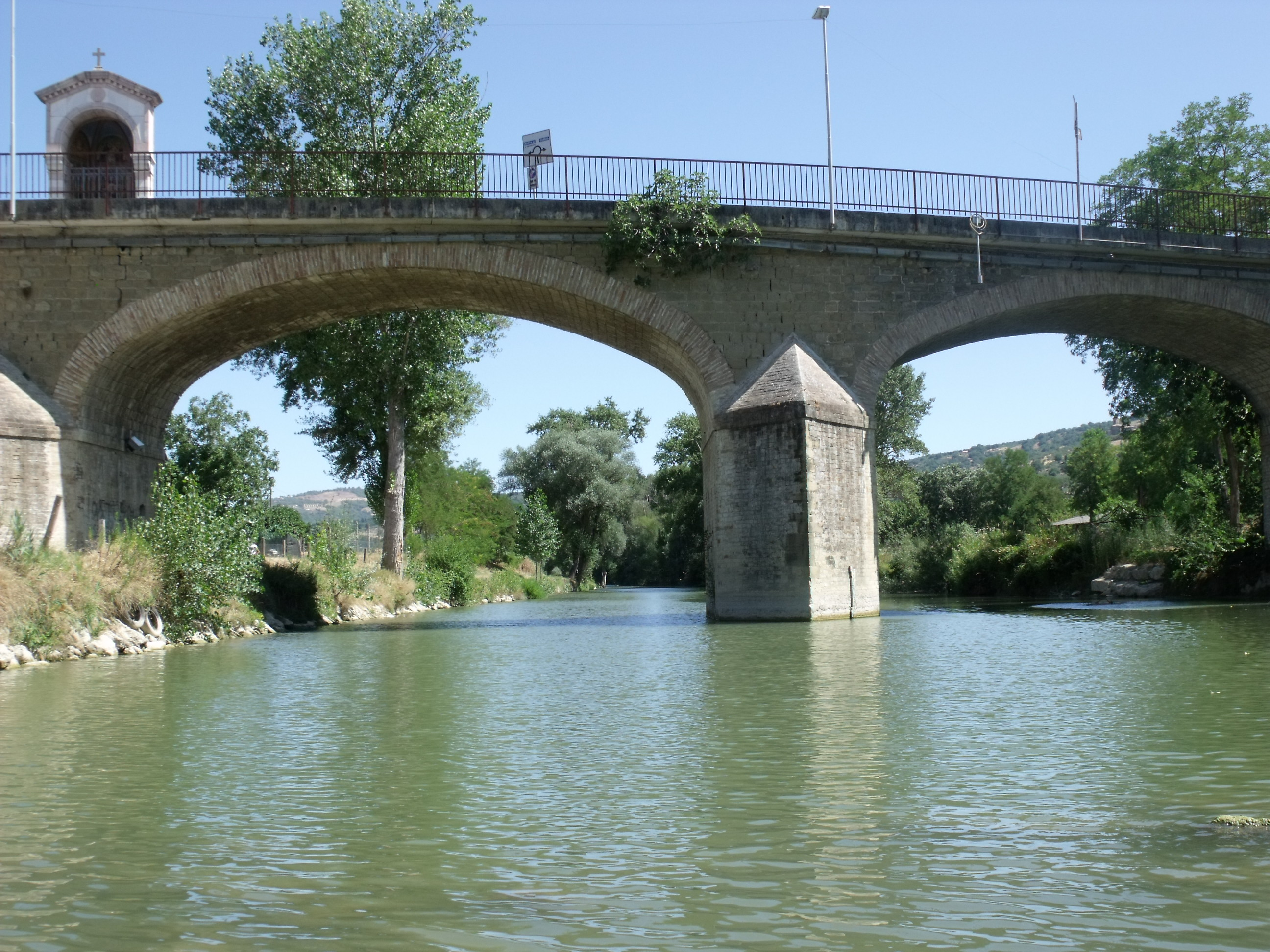
Brücke Ponte a Petrignano in Petrignano, Ortsteil von Assisi
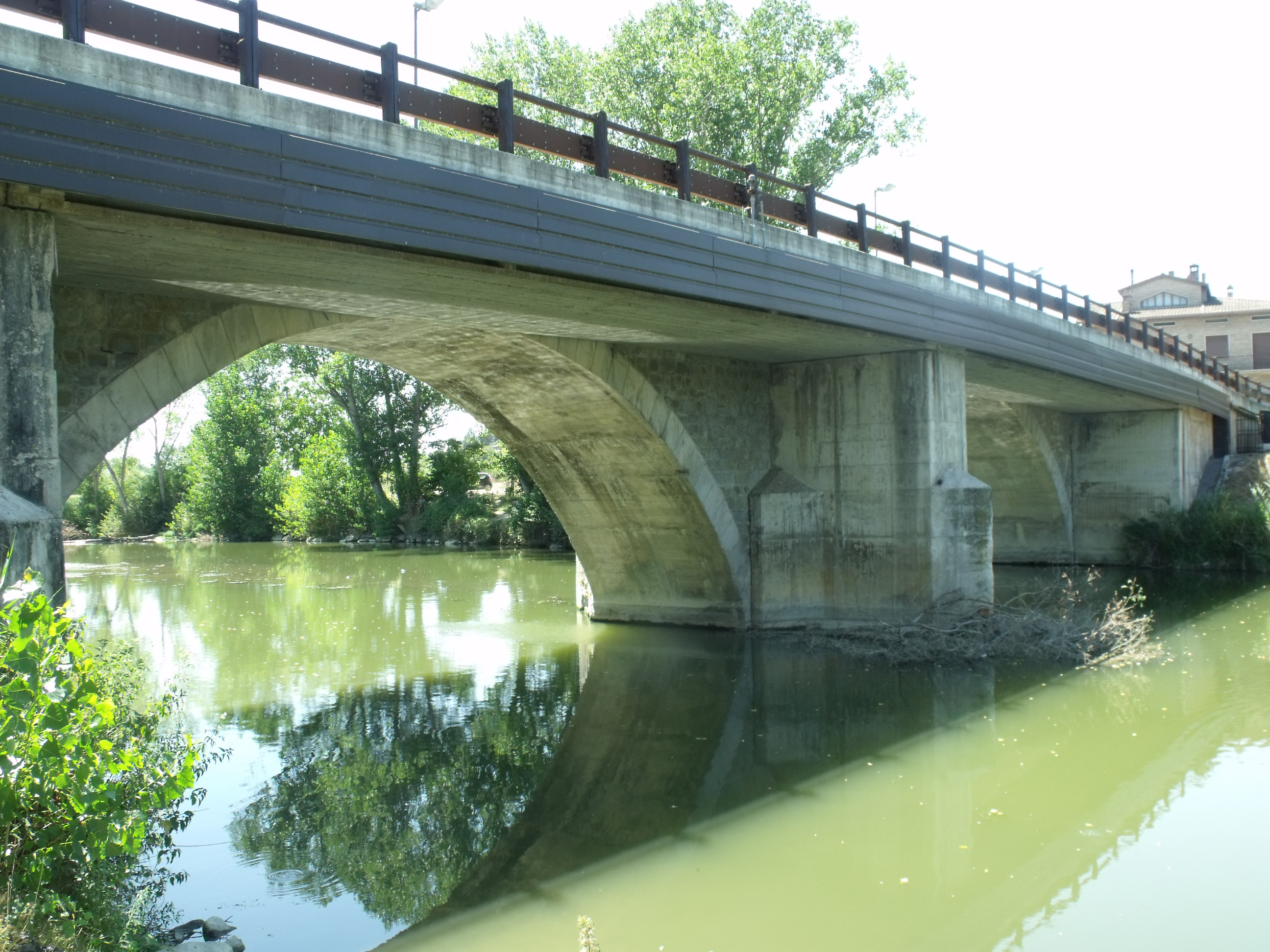
Brücke Ponte a Rosciano nahe Torgiano
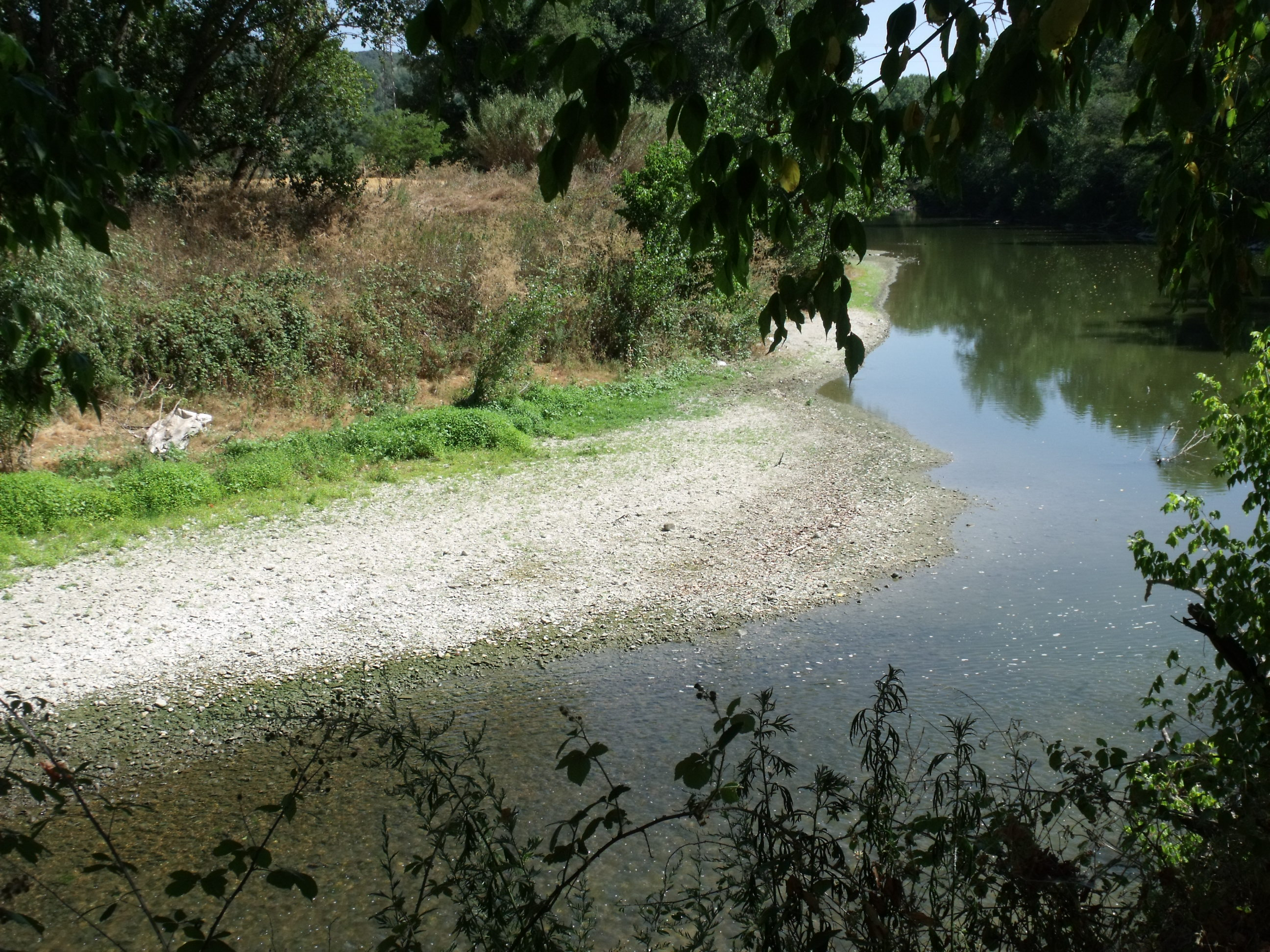
Zusammenfluss von Chiascio und Tiber im Parco dei Fiumi in Torgiano